# VISITORS (アルバム)
『VISITORS』（ヴィジターズ）は、1984年5月21日にEPIC・ソニーから発売された佐野元春の4枚目のアルバム。
本作の完全生産限定盤である『VISITORS 20th Anniversary Edition』（2004年2月25日発売）と『VISITORS DELUXE EDITION』（2014年10月29日発売）も本項で記す。

## 背景
前年の1983年4月にベスト・アルバム『No Damage (14のありふれたチャイム達)』をリリース後に、同年5月に1年間のニューヨーク滞在を経て発表されたアルバム。当時のニューヨークの文化に刺激された歌詞・サウンドが特徴で、佐野は表現をするにあたりニューヨークでの自身の立場を「訪問者」（=VISITORS）としており、「それはいつまでも変わりません。『訪問者』であるがゆえに、この街の様子を客観的に眺めることができるという良い点もあります」と語っている。
話題作となった一方、当時アメリカで発達し始めたばかりで、まだ日本でも浸透していなかったラップやヒップホップ手法が楽曲に取り入れられ佐野の歌唱法が変化したことや前作までのナイアガラ系に通じるサウンド・歌詞から一変したことで、リスナーのほとんどに戸惑いを与え賛否両論となった。
2014年9月21日、佐野が『VISITORS』を制作したニューヨークを再び訪れ、当時の制作スタッフたちとの再会した姿を映したドキュメンタリー『名盤ドキュメント 佐野元春“ヴィジターズ”〜NYからの衝撃作 30年目の告白〜』がNHK BSプレミアムにて放送された。

## 評価
| 専門評論家によるレビュー | 専門評論家によるレビュー |
| レビュー・スコア         | レビュー・スコア         |
| 出典                     | 評価                     |
| ------------------------ | ------------------------ |
| CDジャーナル             | 肯定的                   |

CDジャーナルは、「ポップ・ミュージックを単なる流行歌として消化するだけではないという彼の信念は、本作を再訪することで触れられるのかもしれない」と肯定的に評価している。
伊藤銀次はこのアルバムを「最高傑作」「この作品があるから後の佐野元春がある」と評し、制作・リリースした佐野の勇気を称えている。
音楽評論家の田家秀樹は、日本の音楽シーンでのターニングポイントとなった作品として、はっぴいえんどの『風街ろまん』や、よしだたくろうの『元気です。』、荒井由実の『ひこうき雲』を挙げたうえで、「『VISITORS』を凌ぐ衝撃は思い当たらない。カルチャーレボリューションを反映したアルバムで、音楽とメデイアという文脈でもこのアルバム以上に歴史的な意味を持つ作品」と評価している。
佐野はこのアルバムの作風を「ちょっとやり過ぎたな」と反省しており、次作『Cafe Bohemia』については「『もっと多くの人に僕の音楽を届けようとするならどうだろう』と思った時に、自分の中から少しメロディを戻した」と語っている。また、本作を佐野の代表作と評論家が述べる風潮には違和感を持っていることを語っており「このアルバムを批評する度量が僕にはない」「後にも先にもこんなアルバムはこれだけだろう」「ただちょっと頭のおかしくなった僕が1984年に放った鉄槌の一撃」「決してヒップホップアルバムを作ろうと思ったわけじゃない」「エレクトリックなスポークンワーズアルバム」としている。

## チャート成績
オリコンチャートでは2週連続1位を獲得し、年間で24位を記録した。

## 収録曲
| 全作詞・作曲・編曲: 佐野元春。 |                             |          |            |      |
| #                              | タイトル                    | 作詞     | 作曲・編曲 | 時間 |
| 1.                             | 「COMPLICATION SHAKEDOWN」  | 佐野元春 | 佐野元春   | 4:50 |
| 2.                             | 「TONIGHT」                 | 佐野元春 | 佐野元春   | 5:04 |
| 3.                             | 「WILD ON THE STREET」      | 佐野元春 | 佐野元春   | 4:53 |
| 4.                             | 「SUNDAY MORNING BLUE」     | 佐野元春 | 佐野元春   | 5:58 |
| 5.                             | 「VISITORS」                | 佐野元春 | 佐野元春   | 4:55 |
| 6.                             | 「SHAME ─君を汚したのは誰」 | 佐野元春 | 佐野元春   | 3:53 |
| 7.                             | 「COME SHINING」            | 佐野元春 | 佐野元春   | 6:15 |
| 8.                             | 「NEW AGE」                 | 佐野元春 | 佐野元春   | 6:05 |
| 合計時間:                      | 合計時間:                   | 41:53    |            |      |

## 楽曲解説
1. COMPLICATION SHAKEDOWN
  - アルバムリリース1ヵ月後にシングルカットされた12枚目のシングル。ライナーノーツにて「COMPLICATION SHAKEDOWN」の意味に対して、「物事が複雑化してゆれ動いていること」と記述されている。
2. TONIGHT
  - 先行シングル曲で、当作の収録バージョンでは歌詞が一部追加されている。ニューヨークの街の表面的な華やかさと裏腹の、混沌とした内実が描かれている[8]。
3. WILD ON THE STREET
  - 「COMPLICATION SHAKEDOWN」のカップリング曲。
4. SUNDAY MORNING BLUE
  - 「VISITORS」のカップリング曲。ジョン・レノンの殺害がテーマとなっている[8]。歌詞の「サンディペーパー」はニューヨーク・タイムズの日曜版[11]、「四文字言葉」は「Four letter words」のことで、ファックを意味している[8]。
5. VISITORS
  - アルバムリリース4ヵ月後にシングルカットされた13枚目のシングル曲。
6. SHAME ─君を汚したのは誰
  - 「TONIGHT」のカップリング曲。歌詞にある通り「怒り」をテーマにした楽曲[8]。
7. COME SHINING
  - 「NEW AGE」のカップリング曲。 ニューヨークの情景をディープに描いており、歌詞中の「ベルベット・ムーンライト」はドラッグのスラングである[8]。
8. NEW AGE
  - アルバムリリース半年後にシングルカットされた14枚目のシングル曲。

## VISITORS 20th Anniversary Edition

### 解説
本作の発売から20周年を記念して発売された本作は、CDとDVDの2枚組で完全生産限定盤として発売された。当初は、2004年2月18日にCCCDとしてリリースされる予定だったが、当アルバムがCD化されたものがほとんどであることであるというソニー・ミュージックエンタテインメントの判断により、通常のCD-DAにフォーマットを変更した。そのため、製造工程に影響が及ぶため発売日を延期してリリースされた。これは当時のソニー・ミュージックエンタテインメントの体制下では例外的な取扱いである。
CDに収録されているボーナストラックに、12インチシングルからリリースされた「TONIGHT (Special Extended Club Mix)」と「COMPLICATION SHAKEDOWN (Special Extended Club Mix)」の2曲が初めてCD化された。 DVDにはお蔵入りとなっていた「COMPLICATION SHAKEDOWN」と、商品化されていなかった「NEW AGE」のPVが収録されている。

### DISC ONE
全作詞・作曲・編曲：佐野元春
Original Tracks
1. COMPLICATION SHAKEDOWN
2. TONIGHT
3. WILD ON THE STREET
4. SUNDAY MORNING BLUE
5. VISITORS
6. SHAME ─君を汚したのは誰
7. COME SHINING
8. NEW AGE

Bonus Tracks
1. TONIGHT (Special Extended Club Mix)
2. COMPLICATION SHAKEDOWN (Special Extended Club Mix)
3. WILD ON THE STREET (Special Extended Club Mix)

### DISC TWO - Bonus DVD
1. COME SHINING (Live re-mix version)
Recorded At Shinagawa Prince Hotel Arena
2. COMPLICATION SHAKEDOWN (Live re-mix version)
Recorded At Shinagawa Prince Hotel Arena
3. TONIGHT (music clip by Bob Lampel)
Shooted And Edited In N.Y.C. 1984
4. NEW AGE (music clip by Tim Pope)
Shooted And Edited In London 1984
5. COMPLICATION SHAKEDOWN (未発表PV music clip by John Samborn)
Shooted And Edited In N.Y.C. 1984
6. N.Y.C. 1983〜1984
Photographs by Goro Iwaoka In N.Y.C.1984

## VISITORS DELUXE EDITION

### 解説
本作の発売から30周年を記念して発売された本作は、17cmサイズのBOXパッケージに、CD3枚とDVD1枚の計4枚、岩岡吾郎が撮影した写真集「MOTOHARU SANO IN N.Y.C.1983」を同梱し、完全生産限定盤として発売。Disc 2には初回リリース時に諸事情から収録が見送られた未公開新曲「CONFUSION」を収録し、Disc 3は、1985年5月28日に品川プリンスホテル・アイスアリーナで行われた『ヴィジターズ・ツアー』の最終公演のライブ音源が収録されている。
Disc 4には、『ヴィジターズ・ツアー』の映像のほかに、発表曲「CONFUSION」の最終ミックス作業の様子を撮影したドキュメンタリーや、「CONFUSION」のミュージック・ビデオが収録された。

### Disc 1(CD)/VISITORS - ORIGINALS
全作詞・作曲・編曲：佐野元春
1. COMPLICATION SHAKEDOWN
2. TONIGHT
3. WILD ON THE STREET
4. SUNDAY MORNING BLUE
5. VISITORS
6. SHAME ─君を汚したのは誰
7. COME SHINING
8. NEW AGE

### Disc 2(CD)/VISITORS - 7 & 12INCHS AND OTHERS
全作詞・作曲・編曲：佐野元春
1. COMPLICATION SHAKEDOWN -SPECIAL EXTENDED CLUB MIX
2. TONIGHT -SPECIAL EXTENDED CLUB MIX
3. WILD ON THE STREET -SPECIAL EXTENDED CLUB MIX
4. SUNDAY MORNING BLUE -7INCH VERSION
5. VISITORS -SHOJIRO MIX VERSION
6. SHAME -SHOJIRO MIX VERSION
7. COME SHINING -7INCH VERSION
8. NEW AGE -7INCH VERSION
9. CONFUSION -UNRELEASED TRACK

### Disc 3(CD)/1985.5.28/29 品川プリンス アイスアリーナ LIVE ‘VISITORS’
全作詞・作曲：佐野元春
1. WELCOME TO THE HEARTLAND -Visitors Live Version (Live 1985.5.28)
2. NIGHT LIFE (Live 1985.5.28)
3. 夜のスウィンガー (Live 1985.5.28)
4. SHADOWS OF THE STREET (Live 1985.5.28)
5. VISITORS (Live 1985.5.28)
6. COME SHINING (Live 1985.5.29)
7. SHAME (Live 1985.5.29)
8. NEW AGE (Live 1985.5.28)
9. WILD ON THE STREET (Live 1985.5.28)
10. COMPLICATION SHAKEDOWN (Live 1985.5.28)
11. アンジェリーナ -Visitors Live Version (Live 1985.5.29)
12. YOUNG BLOODS (Live 1985.5.29)

### Disc 4(DVD)/VISITORS REVISITED - Documentary Now and Then
1. プロローグ
2. ライト・トラック・スタジオにて (MSRスタジオ・ドキュメンタリー)
3. レコーディングをふり返って (MSRスタジオ・ドキュメンタリー)
4. CONFUSION (ミュージック・クリップ) (未収録曲) (MSRスタジオ・ドキュメンタリー)
5. 未発表ライブ映像の発見 (MSRスタジオ・ドキュメンタリー)
6. ウェルカム・トゥ・ザ・ハートランド (ヴィジターズ・ツアー最終公演 1985年5月28日 品川プリンスホテル・アイスアリーナ) (ライヴ・ドキュメンタリー)
7. アンジェリーナ (ヴィジターズ・ツアー最終公演 1985年5月28日 品川プリンスホテル・アイスアリーナ) (ライヴ・ドキュメンタリー)
8. ヴィジターズ (ヴィジターズ・ツアー最終公演 1985年5月28日 品川プリンスホテル・アイスアリーナ) (ライヴ・ドキュメンタリー)
9. カム・シャイニング (ヴィジターズ・ツアー最終公演 1985年5月28日 品川プリンスホテル・アイスアリーナ) (ライヴ・ドキュメンタリー)
10. ワイルド・オン・ザ・ストリート (ヴィジターズ・ツアー最終公演 1985年5月28日 品川プリンスホテル・アイスアリーナ) (ライヴ・ドキュメンタリー)
11. コンプリケイション・シェイクダウン (ヴィジターズ・ツアー最終公演 1985年5月28日 品川プリンスホテル・アイスアリーナ) (ライヴ・ドキュメンタリー)
12. ヤングブラッズ (ヴィジターズ・ツアー最終公演 1985年5月28日 品川プリンスホテル・アイスアリーナ) (ライヴ・ドキュメンタリー)